# لغريبة (سلوان)
لغريبة هو دُوَّار يقع بجماعة سلوان، إقليم الناظور، جهة الشرق في المملكة المغربية. ينتمي الدوّار لمشيخة سلوان التي تضم 13 دوار. يقدر عدد سكانه بـ 1977 نسمة حسب الإحصاء الرسمي للسكان والسكنى لسنة 2004.

## روابط خارجية
- البوابة الوطنية للجماعات الترابية نسخة محفوظة 12 مارس 2018 على موقع واي باك مشين.
- المندوبية السامية للتخطيط